# Johannes Hermanus van der Hoop
Johannes Hermanus van der Hoop (29 de marzo de 1887, Groninga-11 de octubre de 1950) fue un psiquiatra holandés.

## Biografía
Van der Hoop se sometió a análisis con Carl Jung y Ruth Mack Brunswick. Fue cofundador y presidente de la Asociación Holandesa de Psicoterapia. En 1929, van der Hoop recibió una cátedra privada de teoría de las neurosis en la Universidad de Ámsterdam.

## Obra
- Character and the unconscious: a critical exposition of the psychology of Freud and of Jung, 1921. Traducido del holandés por Elizabeth Trevelyan. The International Library of Psychology, Philosophy and Scientific Method.
- Conscious orientation: a study of personality types in relation to neurosis and psychosis, London: Kegan Paul, Trench, Trubner & Co., 1939. Traducido por Laura Hutton del alemán Bewusstseinstypen und ihre Beziehung zur Psychopathologie (1937).